# Srby nad Úslavou
Srby (deutsch Sirb) ist eine Gemeinde mit 157 Einwohnern in Tschechien. Sie liegt vier Kilometer nordöstlich  von Nepomuk an der Úslava und gehört zum Okres Plzeň-jih. Die Katasterfläche beträgt 451 Hektar.

## Geographie
Srby befindet sich in 418 m ü. M. an einer Flussschleife links der Úslava gegenüber der Einmündung des Čížkovský potok. Durch den Ort führt die Eisenbahnstrecke von Pilsen nach Strakonice.
Nachbarorte sind Ždírec, Myt und Vilémov im Norden, Sedliště im Osten, Vrčeň und Dvorec im Süden sowie Harvánek und Klášter im Südwesten.

## Geschichte
Die erste urkundliche Erwähnung von Srby stammt aus dem Jahre 1558.

## Gemeindegliederung
Für Srby sind keine Ortsteile ausgewiesen. Zur Gemeinde gehören die Siedlungen Batov und Pod zastávkou.